# Grim Dawn
 (juin 2015).
Si vous disposez d'ouvrages ou d'articles de référence ou si vous connaissez des sites web de qualité traitant du thème abordé ici, merci de compléter l'article en donnant les références utiles à sa vérifiabilité et en les liant à la section « Notes et références ».
Grim Dawn est un jeu de rôle et d'action développé par Crate Entertainment. Crate Entertainment a annoncé le 27 juillet 2009 avoir acquis les droits du moteur de jeu de Titan Quest auprès d'Iron Lore, puis ils ont annoncé le début du développement de Grim Dawn le 21 janvier 2010.
Initialement, seuls quelques détails furent révélés, notamment Crate Entertainment annonça simplement que Grim Dawn se déroulerait dans un univers de fiction sombre et basé sur l'époque Victorienne.
Progressivement, via le forum officiel de Crate, plus d'informations à propos du jeu furent révélées, et le jeu est devenu stable et relativement mature en juillet 2015.
La fin de la période d'accès anticipée et la sortie de la version définitive du jeu a eu lieu le 26 février 2016, sur la plateforme de jeu en ligne Steam.

## Scénario
Le jeu prend place dans l'univers de Cairn, un monde sombre déchiré par la guerre où l'ancien empire d'Arkovia, autrefois fier et puissant, est tombé en ruine, et où la race humaine est au bord de l'extinction. Cairn est devenu le terrain d'une guerre entre deux factions aux pouvoirs surnaturels, les Éthérés et les Chthoniens, les uns utilisant le corps humain en le possédant, les autres cherchant à utiliser la race humaine comme une ressource dans le but de poursuivre leurs sinistres desseins. 
Les humains, en entrant en communication avec des êtres extra-dimensionnels, ont appris des savoirs obscurs grâce à ces entités d'un autre monde, qui finalement ont tenté d'ouvrir un portail vers notre monde. Naturellement, la peur de l'inconnu souvent présente chez les humains justifia qu'ils aient également trouvé un moyen d'emprisonner ce qui a traversé ce portail. Par l'expérimentation, ils ont appris que ces êtres, faits d’éther, une sorte d'énergie spirituelle, pourraient fusionner avec l'esprit humain, et posséder ou contrôler leur hôte si elles étaient en mesure d'écraser sa volonté. Les chercheurs ont découvert que l'homme, une fois possédé, avait des capacités naturelles accrues, même après que l'être éthéré a été retiré.
Cette recherche échappa rapidement à tout contrôle, comme de telles choses le font toujours. Les chercheurs ont fait venir plus d'êtres éthérés, qui se sont échappés, et ils ont ouvert de plus en plus de portails, apportant un plus grand nombre de leurs frères.
Avec eux, ils ont apporté des obélisques éthérés. Un obélisque est une abomination formée de la terre et de la chair des créatures malchanceuse absorbées en elle. À sa base est un cristal géant, gorgé d'une grande quantité d'énergie éthérique.  Le but de l'obélisque est de transformer des parties du monde, en vue de l'adapter à la venue des êtres éthérés.
Alors que les Éthérés cherchent à utiliser le corps humain comme un vecteur, les Chthoniens sont apparus pour détruire la race humaine avant ce qui pourrait arriver. Cette guerre cataclysmique a non seulement décimé la civilisation humaine, mais a déformé le tissu de la réalité et, dans son sillage, a donné vie à de nouvelles horreurs.
La chaîne est le résultat de l'infiltration indomptée de l'énergie éthérée dans le plan de l'existence humaine. Les Éthérés ont la capacité de manipuler cette énergie, mais, indomptée, elle peut se propager comme le feu, nourrissant le monde matériel et croissant en intensité. Elle est dangereuse pour les êtres vivants, semblables au feu ou à un rayonnement létal, et même l'exposition prolongée à de faibles doses peut modifier et fausser les choses vivantes.
Le monde ne peut jamais être entièrement restauré dans son état originel. Grim Dawn est une question de survie et d'adaptation à la nouvelle réalité sombre. Survie de l'individu et survie collective de ce qui reste de l'humanité. De petites enclaves de survivants humains existent, dispersées à travers le monde, terrées dans des refuges cachés. Ces humains ont regardé les envahisseurs se détruire mutuellement, et sont devenus conscients des forces et des faiblesses de leurs ennemis surnaturels.
Quelques survivants ont commencé à présenter d'étranges nouvelles capacités après avoir survécu à la possession ou l'exposition à la chaîne. Ces pouvoirs surnaturels sont craints par certains, mais beaucoup redonnent espoir de lancer une résistance pour lutter contre les «étrangers» et de récupérer ce qui reste de leur monde.
Un grand nombre de détails sur les événements qui ont mené à cette aube sinistre (ou Grim Dawn en anglais) sont éparpillés dans des écrits que le personnage du joueur (PJ) peut trouver. Une des principales sources d'information sont les pages du Journal de l'inquisiteur Creed. Creed a travaillé comme agent de renseignement impérial, mais a fini par découvrir des informations qu'il n'était pas censé savoir. Rapidement, il fut transféré hors de la capitale avec une promotion non négociable dans une ville d'importance secondaire. C'est là que Creed commence à prendre connaissance de divers « événements étranges » qui sont en quelque sorte des précurseurs à l'événement cataclysmique qui amenèrent le monde à son état actuel, et des indices sur l'intrigue qui est au cœur du jeu.
La prison du Carrefour du diable sera le point de départ de la partie. Des humains  survivants se sont réfugiés derrière les épais murs de la prison, bastion naturel qui les aide à repousser l'assaut des Éthérés. Les parois rocheuses qui entourent le plateau en font également un endroit très défendable, il était donc un choix naturel pour les réfugiés du proche village Burrwitch pour essayer de survire. Cette ville improvisée sera un lieu important de l'aventure, et nombre de ses habitants seront des PNJ mémorables.
Le joueur démarre la partie la corde au cou, juste avant de se faire exécuter par les survivants car possédé par un éthéré...

## Mode de jeu
Comme d'autres jeux de rôle/action (ou A-RPG), la majorité du gameplay de Grim Dawn est centrée autour de combats au rythme effréné et de la collecte de butin (ou loot) : armures, armes, composants, potions et argent. Grim Dawn dispose d'un système d'artisanat évolué  similaire à celui utilisé dans le mod populaire de Warcraft III: Reign of chaos Defense of the Ancients.
Grim Dawn s'appuie également sur les systèmes présents dans Titan Quest, tels que l'amélioration du physique, la localisation des effets spécifiques des dommages, de mutilation, et un système de quêtes entièrement repensé.
Avec la refonte du système de quêtes, Grim Dawn propose un système de factions.

## Classes
Plusieurs classes sont disponibles dès le niveau 2, avec des stratégies différentes, parmi elles:
- Soldat
- Démolisseur
- Arcaniste
- Shaman
- Occultiste
- Lame de la nuit
- Nécromancien
- Inquisiteur
- Assermenté

À partir du niveau 10, le joueur peut développer une deuxième classe parallèlement à la première et ainsi potentiellement compenser certaines faiblesses de son personnage.

## Développement
Le développement de Grim Dawn est remarquable du fait que Crate Entertainment ait directement demandé un soutien financier à ses fans. Dans un message affiché sur le site officiel du jeu, les développeurs ont annoncé que, après une période d'une activité accrue de courriel des fans qui souhaitaient faire un don à Crate pour soutenir le projet, ils avaient ajouté une page de pré-commande sur le site officiel du jeu pour permettre aux fans de contribuer au projet d'une manière officielle.
Quinze jours plus tard dans un autre message sur le site officiel du jeu, Crate a déclaré qu'il avait reçu un soutien financier du site de jeux GameBanshee et d'un des auteurs du webcomic parlant de jeux vidéo Penny Arcade. Malgré ce soutien de leurs fans et de divers sites Web, le gestionnaire de Crate (Arthur Bruno) a déclaré dans une interview avec The Escapist que les pré-commandes ne représentaient qu'une petite partie du budget total de Grim Dawn.
Dans une interview ultérieure, avec le site de jeu Big Download, A. Bruno a de nouveau confirmé que les dons et les pré-commandes seuls ne suffiraient pas à financer entièrement le projet. En outre, A. Bruno a révélé que Crate avait pour but de fournir de nouveaux contenus de jeu pour Grim Dawn, à la manière d'extensions tous les six à dix mois.
Le 17 avril 2012, Crate ouvre une page du projet sur Kickstarter, en fixant un objectif de financement de 280 000 $. La moitié de cet objectif fut atteint en quatre jours.
Le projet termine avec 537 515 $, doublant ainsi son objectif initial de financement. Crate publie une version alpha du jeu à travers le programme Early Access de Steam, le 16 mai 2013.
Le 26 février 2014, l'acte II sort avec de nombreux réglages, spécifiquement pour le HUD, lore codex, le contenu jouable a pratiquement doublé et la limite de niveau est relevée à 35 (site officiel). La publication de la version 21 a ajouté la classe de personnage Arcaniste au groupe de quatre classes déjà existantes : Artificier, Soldat, Lame Noire, et Occultiste.
Le 20 décembre 2014, l'acte III et le chapitre 1 sont distribués. Cette version ouvre la Passe du Braconnier au Gouffre des Cadavres, dans les Profondeurs des Montagnes. Le joueur peut maintenant voyager tout le chemin vers Homestead avec les quêtes supplémentaires à travers le Pine Barrens, les Déchets de Jagged, et l'Emprise du Tyran. La limite de niveau a également été augmentée au niveau 40. Le 25 février 2015, le chapitre 2 est publié (version 24). Les joueurs peuvent maintenant entrer dans Homestead et interagir avec ses habitants, ainsi que s'aventurer dans les terres à l'ouest de la colonie. La première étape de la refonte des factions est mise en œuvre. Les joueurs peuvent maintenant accéder à la fenêtre des informations sur les factions qu'ils ont rencontrées. Les vendeurs proposent maintenant des réductions fondées sur le statut de Faction. L'écran principal a été mis à jour, il affiche désormais la liste des personnages créés pour en faciliter la sélection.
Le 11 mai 2015, Crate publie la version 25. La mise à jour comprend le système de factions terminé, et les tableaux de Primes. Les récompenses de faction peuvent être consultés chez les intendants respectifs, les PNJ de la faction placés dans le Carrefour du Diable, Homestead, etc. Les nouveaux tableaux de Primes permettent d'accumuler jusqu'à cinq primes, obtenue généralement en tuant des monstres-héros spécifiques ou des groupes de types de monstres, afin de gagner en réputation de faction.
Le 12 juin 2015, la version 26 est publiée. Cette version comprend l'achèvement du chapitre 3, qui permet de voyager au-delà des murs du Nord de Homestead, et dans le culte du territoire Ch'thon. L'aventure permet dès lors de devenir un allié soit de l'Ordre de la Veillée de la Mort ou soit du clan adverse Les Élus de Kymon. Avec cette mise à jour, la limite de niveau a aussi été relevée à 50, et donne accès à plus de 70 nouveaux objets épiques.
Le 24 août 2015, la version 27 apporte une 6e et dernière classe : le Shaman, ainsi que de nouveaux objets épiques. Deux nouvelles petites zones sont également ajoutées. Le chapitre 4 est maintenant en cours, comme indiqué par le fondateur de Crate (Arthur Bruno), « dans les prochains mois, nous allons sortir une 6e classe (shaman), le nouveau système des compétences de dévotion, ainsi que le chapitre 4 du scénario principal, avec notamment plus d'objets légendaires, et dans lequel vous ferez face à la confrontation finale avec les Éthérés et Chthoniens », écrit-il. « Merci de nous avoir accompagné dans ce long voyage ! ».
Le 25 novembre 2015, la version 28 apporte le système de compétences de dévotion, augmente la limite de niveau jusqu'au niveau 60, et le début du chapitre 4. Le 23 décembre 2015 est annoncé la dernière version du jeu en accès anticipé (29) qui ajoute de nombreux objets, augmente le niveau maximum à 85 et assure que le jeu est désormais mature et son contenu terminé (« With this major update, Grim Dawn has now become Feature and Content Complete » écrit Arthur Bruno).
Le 12 janvier 2016 la version 30 apporte beaucoup de corrections de bugs, de modifications mineures, et corrige et adapte un peu les différentes classes. Enfin, en février et mars 2016 sortent la première version terminée (1.0) puis la première version stable (sans bugs notoirement connus, 1.0.0.2). Le 7 juin 2016, la version 1.0.0.4 apporte un nouveau contenu gratuit, The Hidden Path, en plus de patchs visant à équilibrer le jeu. Le 3 août 2016, la version 1.0.0.5 est mise a disposition par Crate, avec comme nouveauté principale The Crucible, un nouveau mode Survie.
Le 5 octobre 2016, la version 1.0.0.6 sort sous la forme d'un patch gratuit corrigeant quelques bugs et ajoutant du nouveau contenu, notamment de nouveaux objets et sets épiques et légendaires. Le 11 octobre 2017, la première extension Ashes of Malmouth est sortie, ajoutant des lieux inédits, ainsi que de nouveaux ennemis.
Le 5 mars 2018, une nouvelle extension est annoncée, appelée Forgotten Gods, l'extension est disponible le 27 mars 2019.

### Traductions non-officielles
Le jeu est développé par une équipe anglophone, et n'est pour l'instant officiellement disponible qu'en anglais.
Néanmoins, une communauté de fans maintient à jour des traductions de l'intégralité du contenu du jeu, avec plus d'une vingtaine de langues (européennes) supportées pour l'instant.
La traduction française (French community) est une des plus à jour, les passionnés étant parvenus à garder la traduction 100% complète au fur et à mesure des nouvelles versions.

## Accueil

### Critique
- Gamekult : 8/10[33]
- IGN : 8,7/10[34]
- Jeuxvideo.com : 15/20[35]

### Ventes
En mai 2017, le jeu s'était vendu à plus d'un million d'exemplaires.